# Carlos Latre
Carlos Latre Ruiz (Castellón de la Plana, 30 de enero de 1979) es un humorista, actor, actor de doblaje, presentador, showman e imitador español. Es especialmente conocido por sus imitaciones de famosos y por formar parte del jurado del programa Tu cara me suena (2011-2024).

## Trayectoria

### Inicios yCrónicas marcianas
Latre nació en Castellón de la Plana y realizó sus estudios secundarios en el Institut Martí Franqués de Tarragona. Comenzó como locutor radiofónico en la cadena SER, en el programa 40 Principales y en Cadena Dial. Sus primeras apariciones en televisión fueron en 1999, en el programa Xou com sou de la cadena TV3.
Se hizo muy conocido por sus imitaciones en el late night Crónicas Marcianas de Telecinco de diversos personajes, como La Pitonisa Lola, La Pantoja de Puerto Rico, Torrente, Juan Carlos I o Cayetana de Alba. Posteriormente, comenzó un programa propio en Telecinco, Latrelevisión, con un discreto éxito de audiencia. Tras su cancelación, se marchó a la cadena Cuatro.

### Réplicay otros proyectos
En abril de 2007, acompañado de un elenco de otros nueve imitadores, regresó a Telecinco con el programa Réplica, un espacio cómico de parodias. El programa fue retirado después de tres emisiones, que cosecharon una cuota de pantalla media del 14,3%, por debajo de la media de cadena, situada en el 19%.
Desde septiembre de 2008 participa también en el programa Crackòvia de TV3, espacio satírico que, siguiendo la fórmula de Polònia, parodia la actualidad deportiva.
En Antena 3, ha colaborado como imitador en DEC y La Escobilla Nacional. Se utilizó el personaje que interpretaba del expresidente del FC Barcelona Núñez para uno de los famosos "memes" llamado "It's Free". 

### Tu cara me suenayMe Resbala
En 2011 se convirtió en jurado del concurso de imitación y canto Tu cara me suena. En 2012 comenzó a grabar Señoras que... junto a Josema Yuste, David Fernández y Jordi Ríos, comedia de situación que se emitió de 2012 a 2013 en el canal de televisión Neox. En este mismo año vuelve como jurado en la segunda edición de Tu cara me suena y en la tercera edición.
Desde mayo de 2013 y hasta junio de 2013 presentó el concurso Letris en La 1. Desde el octubre de 2013 y hasta diciembre de ese año vuelve de nuevo a La 1 en el que presentó el programa Uno de los nuestros. Desde noviembre de 2013 participó en el concurso para humoristas Me resbala (Antena 3), presentado por Arturo Valls.
En julio de 2017 presentó la 4.ª edición de los Premios Platino junto a la actriz y cantante uruguaya Natalia Oreiro.

### Babylon Show
En mayo de 2024 se anunció que tras 11 años en Atresmedia abandonaba Tu cara me suena y El hormiguero por su fichaje por Mediaset España para presentar en Telecinco un programa de access prime time producido por él mismo. El 26 de agosto, estrenó en Telecinco, el espacio nocturno en directo, Babylon Show, como presentador y productor. Se emitió hasta el 11 de septiembre, nueve entregas en total, por su baja audiencia.

### Radio, doblaje y teatro
Ha trabajado actor de doblaje en películas como Garfield, La increíble pero cierta historia de Caperucita Roja y El libro de la selva 2. Fue galardonado en 2004, con el Micrófono de Oro de la Federación de Asociaciones de Radio y Televisión.
En 2011 presenta por toda España Yes, We Spain Is Different una obra de teatro en la que hace una reflexión sobre la situación de España en el mundo por medio de la imitación de más de cien personajes entre los que se encuentran tanto celebridades como figuras políticas internacionales. En 2021, comenzó un nuevo espectáculo de teatro que estuvo de gira por toda España hasta 2023. El espectáculo llamado: One Show Man incluía imitaciones y canciones.
Desde 2004 hasta 2015 colaboró semanalmente con Carlos Herrera en su programa Herrera en la Onda, en Onda Cero. Desde abril de 2015 colabora los jueves con Juan Ramón Lucas en el programa Más de uno, en Onda Cero. Además, en 2016 intervino como entrevistado en el documental No es cosa de risa, un compendio de entrevistas sobre las interioridades del espectáculo. En 2018 comenzó a participar en el programa Surtido de ibéricos en Onda Cero.

## Vida privada
El imitador está casado desde el año 2004 con Yolanda Marcos, aunque ambos se separaron en 2015 y volvieron a retomar su relación en 2017. Tienen una hija en común, llamada Candela.
Fue pregonero de las fiestas de Carthagineses y Romanos de Cartagena en el año 2010. En 2018 fue pregonero del Carnaval de Badajoz.

## Programas

### Televisión
| Año           | Programa                                         | Canal                 | Notas                 |
| ------------- | ------------------------------------------------ | --------------------- | --------------------- |
| 1999          | Xou com sou                                      | TV3                   | Colaborador           |
| 2002-2005     | Crónicas marcianas                               | Telecinco             | Colaborador           |
| 2003-2005     | Latrelevisión                                    | Telecinco             | Presentador           |
| 2005-2006     | Maracaná                                         | Cuatro                | Colaborador           |
| 2006          | Channel nº4                                      | Cuatro                | Colaborador           |
| 2006          | El mundo de Chema                                | Cuatro                | Serie                 |
| 2007-2012     | Polònia                                          | TV3                   | Colaborador           |
| 2008          | Réplica                                          | Telecinco             | Colaborador           |
| 2008-2012     | Crackòvia                                        | TV3                   | Colaborador           |
| 2009          | La tribu                                         | Telecinco             | Colaborador           |
| 2018-2024     | El hormiguero                                    | Antena 3              | Colaborador           |
| 2010          | La escobilla nacional                            | Antena 3              | Presentador           |
| 2011-2024     | Tu cara me suena                                 | Antena 3              | Jurado                |
| 2012          | Canta conmigo: Especial Nochebuena               | La 1                  | Presentador           |
| 2012          | Hotel 13 estrellas, 12 uvas: Especial Nochevieja | La 1                  | Presentador           |
| 2012-2013     | Señoras que...                                   | Neox                  | Presentador           |
| 2013          | Letris                                           | La 1                  | Presentador           |
| 2013          | Uno de los nuestros                              | La 1                  | Presentador           |
| 2013-2021     | Me resbala                                       | Antena 3              | Colaborador           |
| 2014          | Tu cara me suena mini                            | Antena 3              | Jurado                |
| 2016          | Boca-Zás!                                        | Disney Channel España | Presentador           |
| 2019          | The World's Best                                 | CBS                   | Experto internacional |
| 2020          | Improvisando                                     | Antena 3              | Colaborador           |
| 2020          | Typical Spanish                                  | La 1                  | Colaborador           |
| 2020          | El juego de los anillos                          | Antena 3              | Concursante           |
| 2021          | ¿Quién quiere ser millonario?                    | Antena 3              | Concursante           |
| 2023          | Crónicas marcianas: el reencuentro               | Telecinco             | Protagonista          |
| 2024          | Babylon Show                                     | Telecinco             | Presentador           |
| 2025          | Universo Calleja                                 | Cuatro                | Protagonista          |
| 2025-presente | El programa de Ana Rosa                          | Telecinco             | Colaborador           |

#### Como invitado
| Año                    | Programa              | Cadena                | Notas       |
| ---------------------- | --------------------- | --------------------- | ----------- |
| 2009; 2017; 2021; 2023 | El hormiguero         | Cuatro / Antena 3     | 2 programas |
| 2012                   | Menuda noche          | Canal Sur TV          | 1 programa  |
| 2015                   | Un, Dos, ¡Chef!       | Disney Channel España | 1 programa  |
| 2017                   | Mi casa es la tuya    | Telecinco             | 2 programas |
| 2018                   | Mi casa es la vuestra | Telecinco             | 2 programas |
| 2020; 2023             | MasterChef Celebrity  | La 1                  | 2 programas |
| 2023                   | MasterChef            | La 1                  | 1 programa  |
| 2023-2024              | TardeAR               | Telecinco             | 2 programas |

### Radio
- 2015: Herrera en la onda (Onda Cero)
- 2015-2023: Más de uno (Onda Cero)
- 2018-2019: Surtido de ibéricos (Onda Cero / Melodía FM)

## Filmografía
Actor
| Año  | Película                 | Personaje              | Director                       | Género             | Duración |
| ---- | ------------------------ | ---------------------- | ------------------------------ | ------------------ | -------- |
| 2003 | El oro de Moscú          | Ricky Tajuña           | Jesús Bonilla                  | Comedia            | 1h 48m   |
| 2005 | Torrente 3: El protector | José "Pepito" Torrente | Santiago Segura                | Comedia            | 1h 37m   |
| 2016 | No es cosa de risa       | Entrevistado           | Diego Fortea y Jonathan Belles | Comedia/Documental | 28m      |

Actor de doblaje
| Año  | Título                                               | Personaje                        | Actor Original                                                        |
| ---- | ---------------------------------------------------- | -------------------------------- | --------------------------------------------------------------------- |
| 2003 | La gran aventura de Mortadelo y Filemón              | Mortadelo                        | Benito Pocino                                                         |
| 2003 | El libro de la selva 2                               | Buitres Oxigenao                 | Jeff Bennett,Brian Cummings, Baron Davis, Jess Harnell y Phil Collins |
| 2003 | El Cid: La leyenda                                   | Ben Yussuf / Conde Ordóñez       |                                                                       |
| 2004 | P3K: Pinocho 3000                                    | Spencer                          | Howie Mandel                                                          |
| 2004 | Garfield: la película                                | Garfield                         | Bill Murray                                                           |
| 2005 | La increíble pero cierta historia de Caperucita Roja | Lobo                             | Patrick Warburton                                                     |
| 2006 | Happy Feet                                           | Ramón / Dr. Amor                 | Robin Williams                                                        |
| 2006 | Garfield 2                                           | Garfield                         | Bill Murray                                                           |
| 2011 | Happy Feet 2                                         | Ramón / Dr. Amor                 | Robin Williams                                                        |
| 2012 | Astérix y Obélix al servicio de su majestad          | Buentórax                        | Guillaume Gallienne                                                   |
| 2016 | Robinson: Una aventura tropical                      | Mak / Martes                     | Kaya Yanar                                                            |
| 2017 | Emoji: la película                                   | Choca Esos Cinco                 | James Corden                                                          |
| 2018 | Bikes                                                | Gassy / Sr. Chan / Rock Bikerson |                                                                       |
| 2024 | Amigos imaginarios                                   |                                  |                                                                       |

## Reconocimientos
En noviembre de 2023 es nombrado Académico de Honor por la Academia de las Artes Escénicas de España. 